# پیامبران اولوالعزم
پیامبرِ اولُوالْعزم (اُولِی‌الْعزم) اصطلاحی قرآنی است که به پیامبرانی ویژه گفته می‌شود. منظور از «عزم» در این عبارت، به‌اختلاف، عزم به‌معنای صبر، به‌معنای وفای به عهد و به‌معنای شریعت گزارش شده‌است. با این وجود، اکثر منابع کلامی و تفسیری، منظور از عزم در عبارت اولوالعزم را به‌معنای حکم و شریعت دانسته‌اند. بر این اساس منظور از پیامبران اولوالعزم، پیامبران دارای شریعت و دین یا کتاب آسمانی هستند که با آوردن شریعت جدید، شرایعِ قبل از خود را منسوخ کرده‌اند. براساس روایاتی در منابع اسلامی، اولوالعزم اشاره به پیامبرانی دارد که خدا از آنان در خصوص پیامبرِ آخِرُالزَّمان و امامانِ پس از او پیمان گرفته‌است. بر اساس همین روایات، آدم نسبت به پذیرش عهد، موافقت و مخالفتی ابراز نکرد و به همین جهت، از اولوالعزم به‌شمار نیامد.
دیگر اختلافی که در منابع کلامی در خصوص پیامبران اولوالعزم گزارش شده‌است، جهانی بودن یا نبودن رسالت این پیامبران است. بر این اساس، گروهی چون طباطبایی، مفسر شیعه، بر این باورند که رسالت پیامبران اولوالعزم، جهانی بوده‌است و در مقابل، گروه دیگر مفسران، جهانی بودن این رسالت را با آیاتی با مفهوم بعثت موسی و عیسی بر قوم بنی‌اسرائیل محل تردید قرار داده‌اند. در تعداد پیامبران اولوالعزم نیز اختلافاتی وجود دارد. گروهی این پیامبران را ۵ تن به‌نام‌های نوح، ابراهیم، موسی، عیسی و محمد دانسته‌اند. در مقابل، منابع دیگر، تعداد پیامبران اولوالعزم را بیشتر از این تعداد و اعدادی بین ۶ تا ۳۱۳ نفر گزارش کرده‌اند. در این میان، برخی چون فخر رازی و زمخشری بر این باورند که پیامبران اولوالعزم، تعداد مشخصی از پیامبران نیستند.

## مفهوم

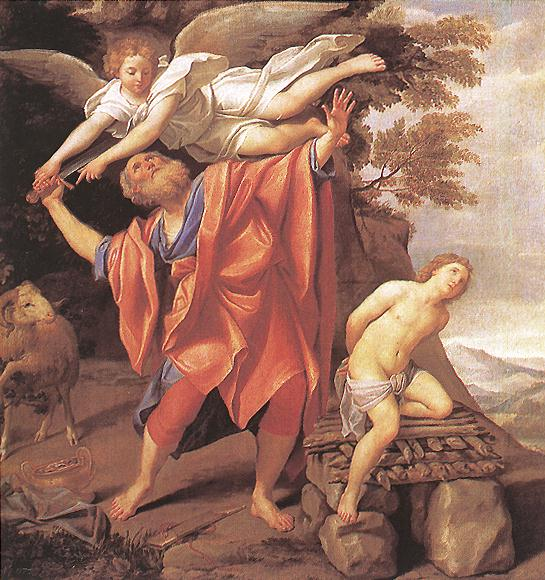
نگاره‌ای از نزول فرشته وحی بر ابراهیم که در حال ذبح اسحاق (اسماعیل) است.

«اولوالعزم» تعبیری قرآنی دربارهٔ «پیامبرانِ شکیبا، کوشا و دوراندیش» است که در بیشتر منابع اسلامی، نسبت به سایرِ پیامبران از جایگاهِ والاتری برخوردار بوده‌اند. عبارتِ «اولوالعزم» در قرآن یک مرتبه به‌صراحت در آیهٔ ۳۵ از سورهٔ اَحقاف یاد شده‌است. در این آیه آمده‌است که: «فَاصْبِرْ کَمَا صَبَرَ أُولُو الْعَزْمِ مِنَ الرُّسُلِ وَلَا تَسْتَعْجِلْ لَهُمْ ۚ (ترجمه: پس همان‌گونه که پیامبران نستوه، صبر کردند، صبر کن، و برای آنان شتابزدگی به خرج مده.)[۴۶–۳۵]». قرآن در آیهٔ ۱۳ سورهٔ شوریٰ، تعدادِ پیامبرانِ اولوالعزم را پنج نفر گزارش می‌کند. در این آیه آمده‌است: «شَرَعَ لَکُمْ مِنَ الدِّینِ مَا وَصَّی بِهِ نُوحًا وَالَّذِی أَوْحَیْنَا إِلَیْکَ وَمَا وَصَّیْنَا بِهِ إِبْرَاهِیمَ وَمُوسَی وَعِیسَی (ترجمه: در دین شما، هر آنچه به نوح سفارش کرده بود، مقرر داشت، و نیز آنچه به تو وحی کرده‌ایم، و آنچه به ابراهیم و موسی و عیسی سفارش کرده‌ایم)[۴۲–۱۳]» در آیهٔ هفتم از سورهٔ احزاب نیز به این مطلب اشاره شده‌است. علامه طباطبایی، مفسّرِ شیعه مذهب، در تفسیر آیهٔ ۳۵ از سورهٔ احقاف — که به «اولوالعزم» اشاره دارد — برای اولوالعزم سه معنا در نظر گرفته‌است و خودِ او دیدگاهِ سوم را دیدگاهی به حق نزدیک‌تر دانسته‌است:
- عزم به‌معنای صبر، همانند معنایی که مفسرین در آیهٔ ۴۳ از سورهٔ شوریٰ دربارهٔ عبارت «وَلَمَنْ صَبَرَ وَغَفَرَ إِنَّ ذَلِکَ لَمِنْ عَزْمِ الْأُمُورِ (ترجمه: و هرکس که شکیبایی و گذشت پیشه کند، بی‌گمان این از کارهای سترگ است)[۲۰–۱۱۵]» به‌کار برده‌اند. این دیدگاه توسط تفاسیری چون اَلتّحریرُ و التَّنویر، تفسیرِ مَراغی، تفسیر آیاتُ الْاَحکام و تفسیر عاملی مطرح شده‌است.
- عزم به‌معنای وفای به عهد، همانند معنایی که مفسرین در آیهٔ ۱۱۵ سورهٔ طٰه دربارهٔ عبارت «وَلَقَدْ عَهِدْنَا إِلَی آدَمَ مِنْ قَبْلُ فَنَسِیَ وَلَمْ نَجِدْ لَهُ عَزْمًا (ترجمه: و از پیش به آدم سفارش کردیم، ولی فراموش کرد، و در او عزمی استوار نیافتیم)[۲۰–۱۱۵]» مورد استناد قرار داده‌اند. این دیدگاه توسط دو تفسیرِ کَنزُ الدَّقائِق و تفسیرُ الْقُرآنِ الْعَظیم مورد استناد قرار گرفته‌است.
- عزم به‌معنای عزیمت یعنی حکم و شریعت. تفاسیری چون روحُ الْبَیان، جَوامِعُ الْجامِع، و تفسیرُ الْمُبین این دیدگاه را مطرح کرده‌اند.

مکارم شیرازی در تفسیر نمونه، این تفسیر و معنا از اولوالعزم را بهترین تفسیر دانسته‌است که پیامبرانْ صاحبِ شریعت هستند و با آمدنِ شریعتِ آنان، شریعتِ قبلی منسوخ می‌شود. براساس این تفسیر، پیامبرانِ اولوالعزم، دارای مسئولیتِ سنگین‌تری نسبت به سایرِ پیامبران بوده‌اند و برای این مأموریت سنگین، نیاز به عزم و اراده‌ای قوی داشتند. طَبرِسی، مفسر شیعه، در مَجمَعُ الْبَیان به‌نقل از ابن‌عباس و آلوسی، مفسر سنی مذهب، به‌نقل از محمد باقر و جعفر صادق این تفسیر را گزارش کرده‌اند. همین‌طور سُیوطی، مفسر سنی مذهب، این تفسیر را صحیح دانسته‌است. در این‌باره روایتی از علی بن موسی الرضا گزارش شده‌است که براساس آن، پیامبرانِ اولوالعزم به‌جهت صاحبِ عزائم و شرایع بودن، بدین لقب شهره شدند. براساس روایتی از محمد باقر که در بَصائِرُ الدَّرَجات گزارش شده‌است، خدا از آدم دربارهٔ پیامبرِ آخِرُالزَّمان و امامانِ پس از او پیمان گرفت، اما او آن عهد را فراموش کرد و به همین جهت، از میان پیامبرانِ اولوالعزم خارج شد. در ادامهٔ این روایت، علتِ اتّصافِ بعضی از انبیاء به اولوالعزم، عزم و ارادهٔ آنان به عهدی است که خداوند دربارهٔ محمد، امامان پس از او و مهدی موعود بسته‌است. در روایتی دیگر از محمد باقر نیز که کُلَیْنی در کافی گزارش می‌کند، به این مطلب اشاره شده و تأکید می‌شود که محمد نیز به‌جهت عزم نسبت به مهدیِ آخِرالزّمان از اولوالعزم به‌حساب می‌آید.

## تعداد
از مسائلِ مورد اختلاف در منابع اسلامی، تعدادِ پیامبرانِ اولوالعزم است. بعضی مفسرین همچون شیخ طوسی، زَمَخشَری و فخر رازی، تمامِ پیامبران را از رسولانِ اولوالعزم دانسته‌اند و در مقابل، گروهی، ۱۸ تن از پیامبرانی یادشده در آیهٔ ۸۲ تا ۸۶ سورهٔ اَنعام را مصداقِ اولوالعزم دانسته‌اند. آلوسی، از مفسران سنی مذهب، این قول را به حسن بن فضل منسوب می‌داند. در میان منابع، اعداد دیگری چون نُه، هفت و شش نیز گزارش شده‌است. طباطبایی، مفسر شیعه در تفسیرِ اَلْمیزان، با استناد به روایاتی از منابع اسلامی، تعداد پیامبران اولوالعزم را ۵ تن گزارش کرده‌است و این روایات را بر مبنای تَواتُر در حد مُستَفیض، معتبر دانسته‌است. در مقابل در تفسیر روح المعانی، این روایات به‌حدِ تواتر دانسته نشده‌اند و در نتیجه، تعداد پیامبران اولوالعزم به عددِ خاصی وصف نشده‌است. بیشتر مفسران، از جمله طوسی و آلوسی، منظور از «مِن» در عبارت «أُولُو الْعَزْمِ مِنَ الرُّسُلِ[۴۶–۳۵]» را برای تبعیض دانسته‌اند و بر همین اساس، گروهِ ویژه‌ای از پیامبران را اولوالعزم می‌دانند. در مقابل، مفسرانی چون طَبَری، زَمَخشَری و فَخْرِ رازی، «مِن» در آیهٔ ۳۵ احقاف را بیانی دانسته‌اند و صبر و استقامت را از ویژگی‌های تمام انبیاء می‌دانند. مکارم شیرازی، مفسر شیعی در پیام قرآن، گزارشی را از دُرُّ الْمَنثور گزارش می‌کند که بر اساس آن، جابر بن عبدالله انصاری، تعداد پیامبرانِ اولوالعزم را ۳۱۳ نفر می‌داند.

## رسالت جهانی

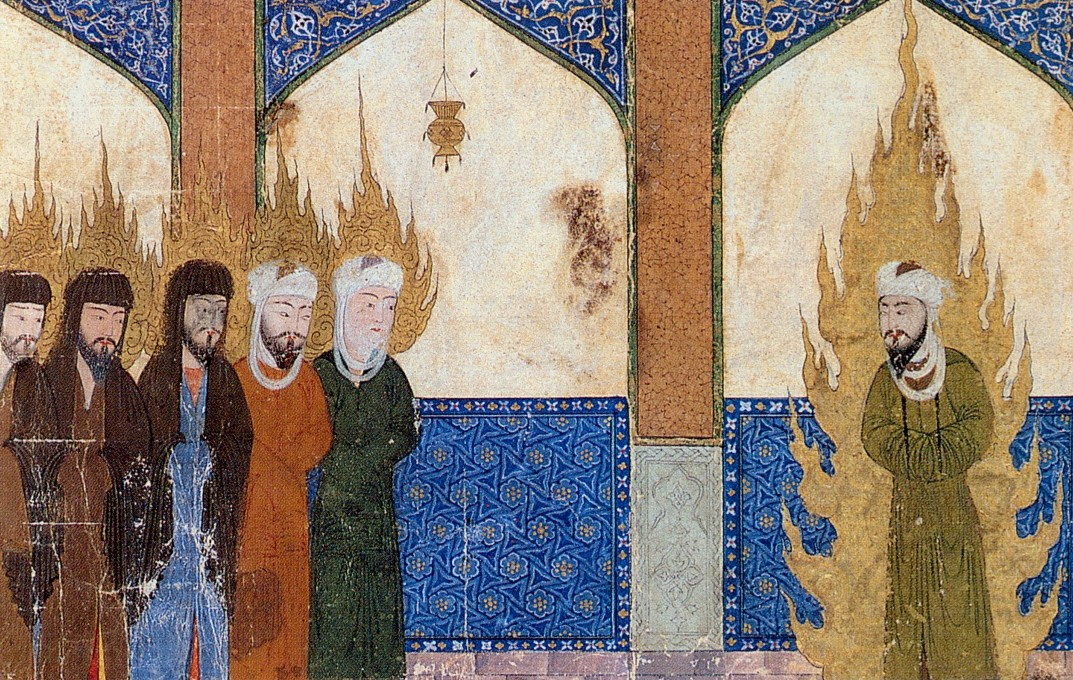
دیدار محمد (راست) با ابراهیم، موسی و عیسی در مینیاتوری ایرانی. برگرفته از نسخهٔ خطی قرون وسطایی نوشتهٔ باربارا هانوالت.

از دیگر مسائل مورد اختلاف در منابع کلام اسلامی، جهانی بودنِ رسالتِ پیامبرانِ اولوالعزم نسبت به سایر پیامبران است. در این‌باره سه نظریهٔ کلی مطرح شده‌است:
- رسالت انبیاء اولوالعزم، جهانی بوده‌است. طباطبایی، مفسر شیعه، از طرفدارانِ این دیدگاه بوده‌است و برای اثباتِ ادعایش به برخی آیات استناد می‌کند. وی دعوت پیامبران را به دو گونهٔ دعوت به توحید و دعوت به احکام و شرایع تقسیم می‌کند و رسالتِ اولِ انبیاء را جهانی گزارش کرده‌است.
- رسالت انبیاء اولوالعزم، جهانی نبوده‌است. بر اساس آیاتِ قرآن، موسی و عیسی، به سوی قومِ بنی‌اسرائیل مبعوث شدند. به همین جهت بین جهانی بودنِ رسالت و صاحب کتاب آسمانی بودن، تلازمی وجود ندارد.
- رسالت انبیاء، چه اولوالعزم و چه غیر اولوالعزم، اگر به معنای وظیفهٔ آنان در قبال جهانیان و غیر قوم خویش باشد، رسالت بسیاری از انبیاء از جمله موسی و عیسی جهانی محسوب نمی‌شود و در مقابل اگر منظور از جهانی بودن رسالت، لزومِ ابلاغِ رسالت در صورت مواجهه با دیگر اقوام دانسته شود، در این صورت رسالت تمامِ انبیاء، جهانی محسوب می‌شود و محصور به انبیاء اولوالعزم نخواهد بود.

## فهرست
| ردیف | نگاره | نام لقب                                 | سن       | سن   | نام پدر نام مادر | منطقه رسالت             | کتاب آسمانی | مهمترین معجزات | در قرآن | در قرآن | منبع   |
| ردیف | نگاره | نام لقب                                 | زندگانی  | بعثت | نام پدر نام مادر | منطقه رسالت             | کتاب آسمانی | مهمترین معجزات | مرتبه   | سوره    | منبع   |
| ---- | ----- | --------------------------------------- | -------- | ---- | ---------------- | ----------------------- | ----------- | --- | ------- | ------- | ------ |
| ۱    |       | نوح سکن عبدالملک عبدالاعلی شیخ الانبیاء | ۲۵۰۰–۹۵۰ | ۵۰   | لَمِک قنبوش        | بینُالنّهرِیْن              | صحف نوح     | - طول عمر - تحقق وعده طوفان - نجات قوم خویش از عذاب الهی                                                                              | ۴۳      | ۲۸      | [ ۱۹ ] |
| ۲    |       | ابراهیم خلیل‌الله خلیل الرّحمٰن            | ۱۷۹–۲۰۰  | —    | ترح ورقه         | بین‌النهرین شام مصر حجاز | صحف ابراهیم | - نسوختن در آتش نمرود | ۶۹      | ۲۵      | [ ۲۰ ] |
| ۳    |       | موسی کلیم‌الله                           | ۱۲۰–۱۲۶  | —    | عمران یوکابد     | مصر فلسطین              | تورات       | - ید بیضاء - عصاء موسی | ۱۳۶     | ۳۴      | [ ۲۱ ] |
| ۴    |       | عیسی مسیح                               | ۳۳       | ۱۳   | بدون پدر مریم    | شام فلسطین              | انجیل       | - خلقت بدون پدر - سخن گفتن در گهواره - زنده کردن مردگان - شفای بیماران - نزول غذا از آسمان - اخبار از غیب                             | ۳۶      | ۱۴      | [ ۲۲ ] |
| ۵    |       | محمد احمد محمود خاتم‌الانبیاء            | ۶۳       | ۴۰   | عبدالله آمنه     | حجاز                    | قرآن        | - کتاب قرآن - معراج - شَقُّ الْقمر - سخن گفتن با حیوانات - تکثیر طعام - حرکت دادن درختان و اجسام - اخبار از غیب - رویت اشیاء از پشت دیوار | ۶       | ۶       | [ ۲۳ ] |

## فهرست احتمالی
حمدالله مستوفی در کتاب تاریخ گزیده، پس از تحقیق در منابع مختلف حدیثی و قرآنی؛ سی و یک پیامبر را گزارش می‌کند که به جهت ذکر صریح نامشان در قرآن، پیامبران اولوالعزم هستند.
| ۱ | آدم     | ۹  | اسماعیل | ۱۷ | شعیب    | ۲۵ | سلیمان   |
| ۲ | شیث     | ۱۰ | اسحاق   | ۱۸ | موسی    | ۲۶ | عزیر     |
| ۳ | ادریس   | ۱۱ | یعقوب   | ۱۹ | هارون   | ۲۷ | دانیال   |
| ۴ | نوح     | ۱۲ | یوسف    | ۲۰ | یوشع    | ۲۸ | ذی الکفل |
| ۵ | هود     | ۱۳ | خضر     | ۲۱ | الیاس   | ۲۹ | یونس     |
| ۶ | صالح    | ۱۴ | ایوب    | ۲۲ | الیسع   | ۳۰ | عیسی     |
| ۷ | ابراهیم | ۱۵ | یحیی    | ۲۳ | اشموئیل | ۳۱ | محمد     |
| ۸ | لوط     | ۱۶ | زکریا   | ۲۴ | داوود   | ۳۱ | محمد     |